# Кори, Карл Фердинанд
Карл Фердина́нд Ко́ри (англ. Carl Ferdinand Cori; 5 декабря 1896, Прага, Австро-Венгрия (ныне Чехия) — 20 октября 1984) — американский биохимик, лауреат Нобелевской премии по физиологии и медицине в 1947 году (совместно с женой Герти Кори) «за открытие каталитического превращения гликогена». Эту премию они получили совместно с аргентинским физиологом Бернардо Усаем, открывшим роли гормонов передней доли гипофиза в метаболизме глюкозы.
Член Национальной академии наук США (1940), иностранный член Лондонского королевского общества (1950).

## Детство и происхождение
Карл Фердинанд Кори родился в Праге (тогда – часть Австро-Венгерской империи) 5 декабря 1896 года. Когда ему было два года, его семья переехала в Триест, где его отец получил должность директора морской биологической станции. Карл провел свои ранние годы в Триесте, и он описывает картину счастливого детства в мультикультурной интернациональной среде в своем автобиографическом эссе «Зов науки» («the call of science», 1969). В Триесте он общался с огромным количеством различных этнических групп и быстро начал свободно говорить по-итальянски. Обучаясь в классической гимназии с 1906 по 1914, он помимо всего прочего, изучил основы латинского и греческого языков.
Настолько же важным было неформальное образование, полученное им на морской биологической станции. Во время экскурсий на моторном судне «Адрия» его отец, капитан этого судна, обучал его, помимо океанографии и морской биологии, геологии, ботанике и истории ранних культур прибрежной зоны. Известный своей широкой эрудицией в биологии, археологии и истории, молодой Кори объяснял свой неугасимый интерес к ним экскурсиями своего отца. 
Летние каникулы, проводимые с его большой семьей в Австрийском Тироле, завершили образование Карла, привив ему любовь к горному туризму и музыке.
Семья Карла могла гордиться своими родственниками - известными учёными и академиками. Фердинанд Липпих, дед по линии матери, был профессором математической физики в Немецком институте в Праге и, в дополнение к значительному вкладу в теоретическую физику, разработал прецизионный поляриметр. Вильгельм Липпих, его прадед, был анатомом в университете Падуи и профессором в Вене. Его дядя Фридрих Липпих был профессором химии в Праге, и его отец, Карл Исидор Кори был одним из ведущих зоологов и биологов морской среды в Европе. Следовательно, выдающиеся учёные были частыми гостями в их доме, поэтому не удивительно, что молодой Карл выбрал научную карьеру.

## Образование и знакомство с Герти Кори
В 1914 году, в возрасте 17 лет, он поступил в Университет Карла Фердинанда (немецкий университет в Праге) и начал изучать медицину – стандартный путь к исследовательской карьере в естественных науках в те времена. Ему посчастливилось найти там талантливую и обворожительную студентку, Герти Радниц, которая разделила его интересы в науке и любовь к путешествиям. В 1916, по-прежнему будучи студентами-медиками, они опубликовали их первую совместную исследовательскую работу. Позже Герти вышла замуж за Карла и до своей смерти в 1957 году оставалась его верным научным помощником.
Во время первой мировой войны Карл, тогда – студент третьего курса, был призван в австрийскую армию. Вначале он был направлен в бактериологическую лабораторию, где, после сильного приступа брюшного тифа, произошедшего из-за его собственной неосторожности, он приучил себя к аккуратно-дотошной работе с патогенами. Позже он ассистировал в инфекционной больнице около итальянского фронта. Благодаря владению итальянским языком, он был вынужден присматривать как за гражданскими пациентами, так и за солдатами. В то время он по возможности помогал некоторым пациентам доступными в то время лекарствами. При этом он обнаружил, что среди данной нации свободно распространяются туберкулез, малярия, пеллагра, цинга и тиф. Его неспособность оказать помощь пострадавшим от эпидемии гриппа сильно угнетала его. Это, наряду с опытом долгого и опасного отступления вместе с массой недисциплинированных солдат, заставило его с тех пор скептически относиться к медицинской практике и внушило сильное отвращение к войне.
Кори вернулся в Прагу в 1918 году, завершил свои клинические исследования и получил ученую степень доктора медицины. Он и Герти поженились в Вене, куда оба отправились на должности постдоков[неизвестный термин] в августе 1920 года. Он делил свою лабораторную практику между университетским институтом фармакологии и его внутренней медицинской клиникой, но понял, что его прошлый опыт работы врачом произвел на него такое сильное впечатление, что у него не было более никакого желания продолжать заниматься клинической медициной. Альтернатива – полностью посвященная исследованиям карьера – была гораздо более привлекательна как для него, так и для Герти. К сожалению, в результате послевоенной разрухи в Австрии, было весьма маловероятно, что они смогут найти хорошо оплачиваемые должности; едва ли можно было пропитать семью. У Герти Кори, работавшей в детской больнице Кэролайн, из-за неправильного питания, предлагавшегося там, развились симптомы ксерофтальмии. 
К счастью, исследования Карла Кори, посвященные изучению механизма сезонных колебаний активности блуждающего нерва в сердце лягушки (1921), привлекли внимание Х. Х. Мейера, который только что ушел в отставку из института фармакологии.

## Переезд в Америку
Летом 1921 года доктор Гайлорд, директор Государственного института по изучению злокачественных заболеваний (сейчас – Институт мемориального парка Росвелла) в Буффало, Нью-Йорк, попросил Мейера предложить биохимика для своего института. Мейер рекомендовал Кори, который прошел собеседование на эту должность, но был так уверен, что ничего из него не выйдет, что поделил должность с Отто Лёви в фармакологическом факультете университета Граца.
Кори жил в Граце только шесть месяцев, в течение которых он многому научился. Энтузиазм и оригинальность Лёви в сочетании с его обширными знаниями по всем аспектам биомедицинских наук сделала его неоценимым наставником. Именно во время этого периода Кори впервые подумал о возможности исследования кишечной абсорбции в частности и путей усвоения сахара в организме животного в целом. Чтобы иметь право занимать должность в университете, Кори пришлось доказывать своё арийское происхождение, и, несмотря на свой научный потенциал, будущее Отто Лёви было неясным. Условия жизни и оборудование научно-исследовательских учреждений были ужасны. Поэтому, когда Гайлорд предложил Кори должность в Буффало, и он и Герти Кори обрадовались возможности покинуть Европу. Сначала в 1922 году уехал Карл, а Герти присоединилась к нему шесть месяцев спустя.
Карл Кори никогда не сожалел о переезде из Европы в Соединенные Штаты в возрасте 25 лет и рос, полностью владея языком, законами и традициями выбранной им страны. Тем не менее, он был и всегда оставался сыном воспитавшей его Европейской культуры.
В Буффало Кори начал работу всей его жизни, связанную с метаболизмом углеводов и его регуляцией. Вынужденный выполнять рутинные анализы для госпиталя, приписанного к институту, он использовал эту обязанность для шлифовки своих навыков в области аналитической химии. Его первая работа о метаболизме углеводов была опубликована в 1922 году; во время последующих 10 лет он опубликовал около 80 статей. После преодоления некоторых возникших поначалу трудностей в 1922 – 23, Гетри Кори, работавшая в институтском отделе патологий, начала ассистировать Карлу, и большая часть тех восьмидесяти статей – их совместная работа. Как говорил Карл Кори на своей нобелевской лекции : «Наши усилия были во многом комплементарны; ни один из нас не продвинулся бы так далеко без помощи другого».
Работая в институте в Буффало, Карл Кори опубликовал множество статей, посвященных раку. В 1923 году Отто Варбург выяснил, что раковые опухоли характеризуются более высоким уровнем аэробного и анаэробного гликолиза, чем здоровые ткани. Но исследования Варбурга были проведены in vitro, и Кори были первыми, кто показал, что раковые опухоли в интактных животных действительно очень быстро перерабатывают глюкозу в молочную кислоту.

## Регуляция концентрации глюкозы в крови
Вопрос, на который супруги Кори хотели найти ответ – «что регулирует концентрацию глюкозы в крови?» Их первые эксперименты относились к области физиологии, спланированные с целью определения количества сахара, поглощенного в пищеварительном тракте, измеряя содержание непоглощенного сахара в кишечнике крысы после введения известного количеств . Далее последовали эксперименты с применением нового метода определения содержания гликогена в печени и теле по отдельности.
Но для того, чтобы измерить изменения концентрации гликогена после принятия сахара или введения гормонов, в первую очередь надо было установить постоянное значение в организме. Было показано, что концентрация гликогена была почти постоянной у крыс, голодавших в течение 24-48 часов. Повышенное и более постоянное содержание гликогена, при этом, может быть достигнуто при приеме крысой некоторого количества глюкозы, которое полностью поглотится в течение трех часов. 
После установления условий и аналитических методов, дававших воспроизводимые результаты, стало возможным проводить исследования, имевшие целью определить пути метаболизма глюкозы в голодающих крысах и влияние инсулина и эпинефрина на эти пути. Исследователи установили, что инсулин ускоряет окисление глюкозы и конверсию в мышечный гликоген, но замедляет преобразование в гликоген в печени. Эпинефрин, с другой стороны, уменьшает уровень мышечного гликогена, но увеличивает его содержание в печени Так как было известно, что мышечный гликоген не вносит вклад в содержание глюкозы в крови, Кори заключили, что из него должен образовываться другой интермедиат, который будет перемещаться к печени через кровеносную систему, становясь прекурсором печеночного гликогена. Так как было известно что образование молочной кислоты сопутствует исчезновению мышечного гликогена, Кори постулировали, а затем показали что лактат является интермедиатом в «углеводном цикле».
Результаты исследований циркуляции углеводных материалов в интактных животных, стали краеугольным камнем в понимании метаболизма углеводов и, вместе с другими открытиями в области гомеостаза крови, помогли прояснить влияние эпинефрина на глюкозу в крови. Такими же важными были разработанные Кори надежные и воспроизводимые методики детектирования и количественного определения даже мельчайших изменений уровня гликогена в печени.

## Фосфорилаза — эфир Кори, Сент-Луис (1931—45)
В 1931 году Карл и Герти Кори переехали в Сент-Луис, где Карл занял место главы фармакологического факультета Вашингтонского университета, а Герти получила должность в штате того же факультета. Теперь, помимо исследований, Кори был вынужден организовывать факультет, оборудовать исследовательскую лабораторию и тратить много времени на преподавание студентам-медикам.
В конце работы в Буффало, Кори начали работать с отдельными мышечными препаратами, а не интактными животными. Они заключили, что образование прекурсора лактата, образующегося из мышечного гликогена, сопровождается исчезновением неорганических фосфатов. Они разработали метод, позволяющий определять одновременно детектировать монофосфат гексозы, гексозу и фосфат по отдельности. Эти эксперименты были прелюдией к их важнейшему открытию глюкозо-1-фосфата, которое и было результатом их работы в Сент-Луисе.
В 1935 году Кори доложили о своих результатах в области исследований образования монофосфата глюкозы в реакции гликогена с стехиометрическим количеством фосфата в мышцах крыс и лягушек на Международном конгрессе по физиологии в Москве. Проводя отдельное самостоятельное исследование реакций в мышечном экстракте, Дж. К. Парнас заключил, что одновременно с расщеплением гликогена исчезает фосфат и охарактеризовал эту реакцию термином «фосфоролиз».
Из-за большого несоответствия аналитических результатов определения фосфата и восстановительного агента в исследованиях, касающихся монофосфата гексозы, Кори постулировали образование неизвестного на тот момент фосфорилированного, не редуцирующего прекурсора гексоза-6-фосфата. Выделив этот продукт в виде кристаллической соли бруцина, они предположили, что он имеет структуру глюкозо-1-фосфата. Они получили окончательное доказательство этой структуры вместе с С. П. Коловиком, синтезировав α-глюкозо-1-фосфат, и это вещество впоследствии получило название «эфира Кори».
Данное открытие Кори придало мощный импульс тогдашней науке, его значение трудно переоценить. В результате их успеха другие исследователи стали использовать неоднократно оправдавший себя впоследствии биохимический подход к исследованию синтеза макромолекул.
С окончанием второй мировой войны Карл Кори покинул фармакологический факультет и занял кресло главы биохимического отделения, и ученые со всего света стали стекаться в Сент-Луис чтобы поработать с Кори. Оба Кори были доброжелательными молодыми людьми, с их стороны всегда чувствовалась поддержка, они обращались с другими учёными очень уважительно, воодушевляя их и выражая признательность.
Лингвистические таланты Кори были легендарными, и его научный письменный язык был эталоном лаконичности и строгости. Его понимание психологии было сверхъестественным. Однажды, после часового диалога с одним перспективным студентом, он предсказал тип научной карьеры, которая ждет этого студента. Двадцатью годами позже это предсказание полностью подтвердилось.
Идея, которой придерживался Кори в руководстве маленьким отделом, заключалась в создании группы, в которой каждый работает над различными аспектами одной общей проблемы; в случае биохимического отделения этой проблемой был метаболизм углеводов. Кого-то могут интересовать физические свойства ферментов или детальный механизм их действия, других больше интересуют физиологические эффекты гормональной регуляции, но все должны только выигрывать от взаимодействия друг с другом.

## Нобелевская премия по физиологии и медицине
В 1947 году супруги Кори были удостоены Нобелевской премии по физиологии и медицине, которую они разделили с доктором Бернардо Усеем из Аргентины. Доктор Усей был награждён «за открытие роли гормона передней области гипофиза в метаболизме сахаров», тогда как Карл и Герти Кори получили премию «за открытие каталитического превращения гликогена». Объявление о награде стало поводом для большой радости в лаборатории и среди всех их друзей и знакомых по всему миру. Герти Кори была первой женщиной Америки, удостоенной такой награды, и третьей во всём мире после Марии Кюри и её дочери Ирен Жолио-Кюри. Но в том же самом 1947 году стало известно, что Герти Кори заболела неизлечимой формой анемии, от которой умерла через 10 лет. Герти была неутомима, и, если это возможно, в этот трудный период её рвение к науке было даже больше, чем до болезни.
В 1956 их коллегами по Университету Вашингтона были опубликованы заслуги супруг Кори в специальном выпуске Biochimica Biophysica Acta в главе о ферментах и метаболизме с названием: “Сборник статей, посвященный Карлу Ф. и Герти Т. Кори по случаю их 60-летнего возраста”. Среди авторов были 5 будущих нобелевских лауреатов: С. де Дювэ, А. Корнберг, Л. Ф. Лелой, С. Очоа и И. В. Сазерленд, и этот том включал много важных и элегантных статей. Некоторый затрагиваемые в них вопросы были очень близки к интересам четы Кори, например, работа Сазерленда о превращении фосфоилазы b в а, или статья Очоа, Грюнберга-Манаго и Оритза о новом ферменте, фосфорилазе полинуклеотида.
В дополнение к Нобелевской премии, Карл Кори получил много других наград и поощрений. Он был удостоен почетных степеней многих университетов, включая Кембридж (Англия), Гранада (Испания), Монаш (Австралия), и Триест (Италия).
Кори был также был признан во многих престижных интеллектуальных академиях и обществах, в том числе в Американской академии искусств и наук, Национальной академии наук и Американского философского общества. Он был также членом многих иностранных академий и обществ, в том числе: Королевского общества (Лондон) и Национальной академии медицинских наук (Франция).

## Действие инсулина
Из экспериментов с экстрактами крысиных мышц Кори заключил, что инсулин может ускорить усвоение глюкозы только преодолев ингибирующие эффекты коры надпочечников. Он так же предположил, что в первую очередь инсулин действует на катализируемую гексокиназой реакцию: глюкоза + АТФ = глюкозо-6-фосфат + АДФ, обращая ингибирование действия гормонов передней доли гипофиза и коры надпочечников. Это оказалось сложно воспроизвести, однако, после масштабных исследований, проведенных многими исследователями, был достигнут консенсус, что в первую очередь инсулин воздействует на проницаемость клеток мышц для сахаров.
Хотя попытки Кори установить механизм прямого действия инсулина на ферменты были неудачными, его исследования фосфорилазы, а также последующие исследования Сазерленда и других ученых, привели к широкому распространению подхода к объяснению механизма действия гормона, основанного на экспериментальной работе не с целой клеткой, а только с чистыми ферментами. На сегодняшний день механизм действия инсулина до конца не установлен.
Используя интактные диафрагмы крыс, Кори и М. Крал смогли показать, что поглощение глюкозы в диафрагмах крыс, больных диабетом, стимулируется в присутствии инсулина . В более поздних работах, Кори показали, что инсулин сильно влияет на поглощение пентозы  и 2-дезоксиглюкозы  Эти исследования в естественных условиях показали, кроме того, что в мышцах диафрагмы крыс, больных диабетом, гексокиназа находится в ингибированном состоянии.

## Последние годы: Бостон (1965—84)
После десятилетия трудной болезни Герти Кори, закончившейся её смертью в 1957 году, Карл Кори был эмоционально подавлен. К счастью, этот период закончился счастливым браком с Энн Фицджеральд-Джонс в 1960 году, с которой он разделял многие интересы в археологии, искусстве и литературе. Остроумие и изящество Карла Кори процветало в теплой атмосфере их дома в этот последний период его жизни. После его ухода с поста главы отделения биохимии Вашингтонского университета в 1966 году в возрасте 70 лет, пара переехала в Бостон.
Карл Кори оставил неизгладимый след в Вашингтонском университете примером своих высоких стандартов и выдающейся эффективности работы его группы. В. Х. Данфорт, бывший постдокторант Кори, ставший ректором Вашингтонского университета, признавал сильное влияние Карла Кори, чьи советы всегда бывали очень полезны, на университет в целом.
Кори постоянно просили о написании различных обзорных статей, и этот поток просьб не прекращался пока он жил в Бостоне. Также в этот период он написал огромное количество исторических и философских трудов о взаимодействии науки и человечества. Помимо автобиографического эссе он написал статьи о многих ученых, которых знал лично, например, Фрэнсисе Шмидте, графе Сазерленде, Джеймсе Лето, Эмбдене и Герти Кори.
Он закончил свои собственные мемуары словами:
«Грани физики, астрономии и биологии, и инструмент их познания - человеческое сознание, наполняют каждого таким же восхищением, как и великие творения живописи и архитектуры. Из этого, а также из познания природы, из любви и дружбы бьет источник радости жизни, понимания скорби и человеческого удела. Гуманизм может быть настолько же важен для человечества, как и успех в отдельных областях науки.»

## Награды и признание
- 1946 — Премия Альберта Ласкера за фундаментальные медицинские исследования[14] ;
- 1947 — Нобелевская премия по физиологии или медицине совместно с Герти Кори;
- 1947 — Squibb Award Ассоциации по изучению внутренней секреции;
- 1948 — Премия Уилларда Гиббса Американского химического общества;
- 1952 — Силлимановская лекция;
- 1955 — Медаль Бантинга[нем.];
- 1959 — Австрийский почётный знак «За науку и искусство»[15].

В его честь назван астероид (6175) Cori.